# 納雍県
納雍県（のうよう-けん）は中華人民共和国貴州省畢節市に位置する県。

## 行政区画
下部に3街道、13鎮、10民族郷を管轄する。
- 街道
  - 雍熙街道、文昌街道、居仁街道
- 鎮
  - 鬃嶺鎮、陽長鎮、維新鎮、竜場鎮、楽治鎮、百興鎮、張家湾鎮、勺窩鎮、寨楽鎮、沙包鎮、水東鎮、曙光鎮、玉竜壩鎮
- 民族郷
  - 新房イ族ミャオ族郷、厙東関イ族ミャオ族ペー族郷、董地ミャオ族イ族郷、化作ミャオ族イ族郷、姑開ミャオ族イ族郷、羊場ミャオ族イ族郷、鍋圏岩ミャオ族イ族郷、昆寨ミャオ族イ族ペー族郷、左鶂戛イ族ミャオ族郷、猪場ミャオ族イ族郷

## 交通

### 鉄道
- 中国鉄路総公司
  - 織納線
    - 納雍駅

### 道路
- 高速道路
  - 杭瑞高速道路
  - 厦蓉高速道路